# Good as Hell
«Good as Hell» es una canción de la cantante y rapera estadounidense Lizzo. Fue lanzada el 8 de marzo de 2016 a través de Atlantic Records y Nice Life Recording Company como el sencillo principal de su primer extended play Coconut Oil (2016). Fue escrita por Lizzo y Ricky Reed, y producida por Reed. En 2019, la canción se convirtió en un éxito durmiente después de la popularidad que también había logrado recibir su canción «Truth Hurts».
La canción sirvió como el nombre de su gira Good as Hell Tour de 2017.

## Antecedentes
«Good as Hell» fue grabada originalmente para la banda sonora de la película Barbershop: The Next Cut (2016). La canción se estrenó por primera vez en el programa de Zane Lowe en Beats 1 Radio. Sin embargo, una versión anterior de la canción estuvo disponible durante tres semanas en octubre de 2015 en Spotify.
La canción fue lanzada en plataformas digitales y de streaming el 8 de marzo de 2016. Un EP de remixes dance de cuatro pistas fue lanzado el 17 de junio de 2016.
El 25 de octubre de 2019 se lanzó un remix oficial con la cantante estadounidense Ariana Grande.

## Video musical
El 11 de mayo de 2016 se lanzó un video musical con la participación del empresario y activista por los derechos civiles Lu Joan McArdol y su compañero músico Miragi.

## Recepción crítica
En una reseña para NPR, Hanif Abdurraqib elogió las cualidades inspiradoras y motivadoras de la canción, diciendo «[la canción es] el himno tanto de la noche como de la vida en preparación para ella: el santo que viene a ti en el espejo cuando la iluminación es mala, o el cabello no se moverá de la manera que quieres, o cuando te hayas probado todos los atuendos y ninguno de ellos parezca correcto». Abdurraqib también la llamó «la canción rara que puede reproducirse en cualquier momento de una noche y resuena en cada una».
En 2019, Billboard incluyó «Good as Hell» en su lista de las 10 mejores canciones de Lizzo, agregando: «el mensaje de amor propio de la canción mezclado con una melodía que se introducirá en tu cabeza hará que esta canción sea una maravilla absoluta».

## Rendimiento comercial
«Good as Hell» nunca logró ingresar a una lista de éxitos  durante el perio de lanzamiento de Coconut Oil, no fue hasta en 2019 que comenzó a tomar fuerza después de que la trayectoria musical de Lizzo empezara a tomar éxito como su sencillo «Truth Hurts» de 2017. Después de que Lizzo interpretara la canción en los MTV Video Music Awards de 2019, ingresó a la lista estadounidense Billboard Hot 100 la semana siguiente en el número 52 y luego alcanzó el número 14, convirtiéndose en el segundo top 20 de Lizzo en la lista.

## Uso en otros medios
«Good as Hell» ha aparecido en las películas Barbershop: The Next Cut, A Bad Moms Christmas, I Feel Pretty, Blockers y Brittany Runs a Marathon, así como en sucesivos anuncios de JD Williams.
También se usó en la temporada 10 del programa de televisión RuPaul's Drag Race en «lip sync for your life» entre Kameron Michaels y Monét X Change. La misma Lizzo sirvió como jueza invitada en el episodio.
El primer verso de «Good as Hell» aparece en la película de Tall Girl (2019) de Netflix.

### Presentaciones en vivo
Lizzo interpretó la canción en Saturday Night Live el 21 de diciembre de 2019.

## Lista de canciones
Descarga digital – Streaming

| N.º | Título         | Duración |  |
| 1.  | «Good as Hell» | 2:39     |  |

| N.º | Título                                         | Duración |  |
| 1.  | «Good as Hell» (junto a Ariana Grande) (Remix) | 2:39     |  |

| EP digital (Remixes) |                                       |          |  |
| N.º                  | Título                                | Duración |  |
| 1.                   | «Good as Hell» (Bad Royale Remix)     | 3:33     |  |
| 2.                   | «Good as Hell» (Nick Catchdubs Remix) | 3:56     |  |
| 3.                   | «Good as Hell» (BNDR Remix)           | 3:43     |  |
| 4.                   | «Good as Hell» (Two Stacks Remix)     | 2:57     |  |

## Remix con Ariana Grande
«Good as Hell (Remix)» con la cantante estadounidense Ariana Grande, es el remix oficial de la canción «Good as Hell». Fue lanzado el 25 de octubre de 2019 a través de Atlantic Records y Nice Life Recording Company.

## Posicionamiento en listas

### Listas semanales
| Lista (2019)                                      | Mejor posición |
| ------------------------------------------------- | -------------- |
| Alemania (Media Control AG)                       | 83             |
| Australia (ARIA)                                  | 6              |
| Australia Urban (ARIA)                            | 2              |
| Bélgica (Flandes) (Ultratop 50)                   | 7              |
| Bélgica (Valonia) (Ultratip Bubbling Under)       | 10             |
| Brasil (Top 100 Brasil)                           | 85             |
| Canadá (Canadian Hot 100)                         | 10             |
| Dinamarca (Tracklisten)                           | 36             |
| Escocia (Scottish Singles Sales Chart)            | 2              |
| Eslovaquia (Singles Digitál Top 100)              | 26             |
| Eslovenia (SloTop50)                              | 40             |
| Estados Unidos (Billboard Hot 100)                | 3              |
| Estados Unidos (Adult Contemporary)               | 20             |
| Estados Unidos (Adult Top 40)                     | 30             |
| Estados Unidos Dance/Mix Show Airplay (Billboard) | 1              |
| Estados Unidos (Hot Dance Club Songs)             | 1              |
| Estados Unidos (Hot R&B/Hip-Hop Songs)            | 1              |
| Estados Unidos (Mainstream Top 40)                | 1              |
| Estados Unidos Rhythmic (Billboard)               | 4              |
| Estados Unidos (Rolling Stone Top 100)            | 10             |
| Francia (SNEP)                                    | 59             |
| Irlanda (IRMA)                                    | 22             |
| Lituania (AGATA)                                  | 39             |
| México Airplay (Billboard)                        | 32             |
| Nueva Zelanda (Recorded Music NZ)                 | 10             |
| Noruega (VG-lista)                                | 18             |
| Reino Unido (UK Singles Chart)                    | 7              |
| Reino Unido (UK R&B Chart)                        | 1              |
| República Checa (Rádio Top 100)                   | 11             |

Remix con Ariana Grande
| Lista (2019)                       | Mejor posición |
| ---------------------------------- | -------------- |
| Grecia (IFPI Greece)               | 26             |
| Lituania (AGATA)                   | 26             |
| Nueva Zelanda (Recorded Music NZ)  | 10             |
| Países Bajos (Dutch Top 40)        | 28             |
| Países Bajos (Mega Single Top 100) | 50             |
| Portugal (AFP)                     | 94             |
| Suecia (Sverigetopplistan)         | 29             |

### Listas de fin de año
| Lista (2019)                                     | Posición |
| ------------------------------------------------ | -------- |
| Australia (ARIA)                                 | 48       |
| Bélgica (Ultratop Flanders)                      | 99       |
| Estados Unidos Digital Song Sales (Billboard)    | 40       |
| Estados Unidos Hot R&B/Hip-Hop Songs (Billboard) | 47       |
| Estados Unidos Mainstream Top 40 (Billboard)     | 50       |
| Estados Unidos (Rolling Stone Top 100)           | 51       |
| Irlanda (IRMA)                                   | 46       |
| Reino Unido (UK Singles Chart)                   | 68       |

## Certificaciones
| Australia                                                              | (ARIA)              | Oro     | 35 000  | [ 61 ] |
| Bélgica                                                                | (BEA)               | Oro     | 20 000  |        |
| Brasil                                                                 | (Pro-Música Brasil) | Oro     | 20 000  |        |
| Canadá                                                                 | (Music Canada)      | Platino | 40 000  | [ 62 ] |
| Estados Unidos                                                         | (RIAA)              | Oro     | 500 000 | [ 63 ] |
| Reino Unido                                                            | (BPI)               | Plata   | 200 000 | [ 64 ] |
| Certificaciones obtenidas por «Good as Hell (Remix)» con Ariana Grande |                     |         |         |        |
| Nueva Zelanda                                                          | (RMNZ)              | Oro     | 15 000  | [ 65 ] |

## Premios y nominaciones
| Año  | Premiación               | Categoría                       | Resultado | Ref.   |
| ---- | ------------------------ | ------------------------------- | --------- | ------ |
| 2020 | Billboard Music Awards   | Mejor Canción R&B               | Nominado  | [ 66 ] |
| 2020 | iHeartRadio Music Awards | Mejor Remix (con Ariana Grande) | Nominado  | [ 67 ] |
| 2020 | MTV Video Music Awards   | Mejor Edición                   | Nominado  | [ 68 ] |
| 2020 | Soul Train Music Awards  | Vídeo del Año                   | Nominado  | [ 69 ] |

## Historial de lanzamiento
| Región         | Fecha                    | Formato                     | Versión                 | Discográfica                                  | Ref.   |
| -------------- | ------------------------ | --------------------------- | ----------------------- | --------------------------------------------- | ------ |
| Varios         | 8 de marzo de 2016       | Descarga digital, Streaming | Original                | Atlantic Records, Nice Life Recording Company | [ 5 ]  |
| Varios         | 17 de junio de 2016      | Descarga digital, Streaming | EP de Remixes           | Atlantic Records, Nice Life Recording Company | [ 6 ]  |
| Estados Unidos | 17 de septiembre de 2019 | Rhythmic contemporary       | Original                | Atlantic Records, Nice Life Recording Company | [ 70 ] |
| Varios         | 25 de octubre de 2019    | Descarga digital, Streaming | Remix con Ariana Grande | Atlantic Records, Nice Life Recording Company | [ 19 ] |
| Australia      | 25 de octubre de 2019    | Contemporary hit radio      | Remix con Ariana Grande | Warner Bros. Australia                        | [ 71 ] |
| Italia         | 8 de noviembre de 2019   | Contemporary hit radio      | Remix con Ariana Grande | Warner Music Group                            | [ 72 ] |
| Reino Unido    | 22 de noviembre de 2019  | Contemporary hit radio      | Remix con Ariana Grande | Warner Bros. UK                               | [ 73 ] |